# Back from Hell
Back from Hell är det tyska metalcore-bandet Calibans trettonde studioalbum, utgivet i april 2025 på Century Media Records.
Joseph Badolato (Fit For An Autopsy) bidrog med gästsång. Albumet var bandets första med den skotske basisten Iain Duncan, som ersatte Marco Schaller.
Musikvideor spelades in till titelspåret, "Dear Suffering", "I Was a Happy Kid Once" och "Echoes". De två sistnämnda släpptes också som singlar.

## Låtlista
1. "Resurgence (Intro)" – 1:43
2. "Guilt Trip" – 3:05
3. "I Was a Happy Kid Once" – 3:24
4. "Back From Hell" – 3:21
5. "Insomnia" – 3:34
6. "Dear Suffering" – 2:50
7. "Alte Seele" – 3:47
8. "Overdrive" – 2:37
9. "Infection" – 3:08
10. "Glass Cage" – 3:45
11. "Solace in Suffer" – 3:45
12. "Till Death Do Us Part" – 3:06
13. "Echoes" – 3:24

## Medverkande
Musiker
- Andreas Dörner – sång
- Marc Görtz – gitarr
- Denis Schmidt – gitarr, sång
- Iain Duncan – basgitarr, sång
- Patrick Grün – trummor

Bidragande musiker
- Jonny McBee – sång
- Joseph Badolato – sång
- Lukas Nicolai – sång